# إيان بالمر
إيان بالمر (بالإنجليزية: Ian Palmer)‏ (9 مارس 1966 جوهانسبرغ جنوب أفريقيا - 22 يوليو 2021) هو لاعب كرة قدم جنوب أفريقي يلعب كمهاجم.